# Skupina výtvarných umělců
Skupina výtvarných umělců byla sdružením avantgardních výtvarníků a teoretiků umění, převážně vystoupivších ze Spolku výtvarných umělců Mánes a vyznávajících umělecké principy expresionismu a/nebo kubismu, s obdivem k exotickému umění, zejména africkému a k lidovému umění českých zemí. 
Členové SVU uspořádali šest samostatných výstav a založili časopis Umělecký měsíčník. Pro vzájemné neshody a odlišné umělecké postoje se po vyhlášení první světové války rozešli či rozprchli do zahraničí.

## Výstavy
- I. Obecní dům Praha
- II. Obecní dům Praha, hosté Willi Nowak, Bedřich Feigl, Pablo Picasso, Othon Friesz, André Derain, Erich Heckel, Ernst Ludwig Kirchner, Otto Müller, Karl Schmidt-Rottluff
- III. Goltzův salon Mnichov
- IV. Obecní dům Praha, hosté: André Derain, Georges Braque, Pablo Picasso, Juan Gris, Paul Cézanne, Ardengo Soffici
- V. Der Sturm, Berlín (1913)
- VI. Obecní dům Praha (1914), hosté Otakar Nejedlý,Edvard Munch, Pablo Picasso, Max Pechstein

## Členové

### Výtvarníci
- Vincenc Beneš
- Emil Filla
- Otakar Kubín
- Antonín Procházka
- Josef Šíma
- Václav Špála
- Vratislav Hugo Brunner
- František Kysela
- Zdeněk Kratochvíl
- Josef Gočár
- Vlastislav Hofman
- Josef Chochol
- Pavel Janák
- Josef Čapek
- Otto Gutfreund
- Josef Rosipal
- Max Urban

- Václav Štěpán (hudební skladatel)

### Historikové a teoretikové umění
- Antonín Matějček
- Václav Vilém Štech
- Jan Borovička
- Vilém Dvořák
- Vincenc Kramář

### Spisovatelé
- Karel Čapek
- František Langer
- Jan Thon